# هلودر پایین
هلودر پایین یک روستا در ایران است که در دهستان براکوه شهرستان خوسف واقع شده‌است. هلودر پایین ۳۶ نفر جمعیت دارد.